# Xeroplana
Xeroplana é um género botânico pertencente à família Stilbaceae.

## Espécies
- Xeroplana gymnopharyngia
- Xeroplana zeyheri

## Nome e referências
Xeroplana Briq.